# Maria Åsenius
Karin Maria Åsenius, född Bothén 4 januari 1963 i Högsbo, är en svensk ämbetsman. År 2010 utsågs Maria Åsenius till kanslichef hos EU-kommissionär Cecilia Malmström med ansvar för inrikesfrågor.
Åsenius har tidigare varit frilansjournalist, tjänsteman på regeringskansliet under regeringen Bildt, medarbetare till Europaparlamentets förra talman Pat Cox och under åren 2004–2008 biträdande kanslichef hos EU:s kommissionär för utvidgningsfrågor, finländaren Olli Rehn. Hon kandiderade för folkpartiet i Europaparlamentsvalet 2004. Åsenius har varit statssekreterare hos EU-minister Cecilia Malmström (fp) vid Statsrådsberedningen 2008–2010. 
Hon gifte sig 1988 med ambassadsekreterare Carl Johan Åsenius.

### Fotnoter
1. 1 2 3 4  Sveriges befolkning 2000, Sveriges Släktforskarförbund, 2020, läst: 14 april 2022.[källa från Wikidata]
2. ↑  Sveriges befolkning 1970, CD-ROM, Version 1.02, Sveriges Släktforskarförbund (2002)
3. ↑  Sveriges befolkning 1990, CD-ROM, Version 1.00, Riksarkivet (2011)
4. ↑  Dagens Nyheter 21 maj 1988 sid.45 och 17 augusti 1988 sid.43